# 金銭記
『金銭記』（きんせんき）は、元の喬吉（喬孟符）による雑劇で、唐の詩人韓飛卿（韓翃）の恋愛を主題とする。
正名は「李太白匹配金銭記」。

## 概要
喬吉は太原の出身だが江南で活動し、至正5年（1345年）に没した。『金銭記』『揚州夢』『両世姻縁』の3作が現存する。
韓翃に関する伝説は孟棨『本事詩』と許堯佐「柳氏伝」（『太平広記』巻485）に見えるが、韓翃が安史の乱で行方不明になった柳氏を探して詩を詠むという内容であり、『金銭記』とはほとんど関係がない。
詩人が主人公だけあって、歌の部分以外にも多数の詩を引いている。

## 登場人物
- 王府尹 - 長安府尹。
- 柳眉児 - 王府尹の娘。18歳。
- 梅香 - 柳眉児の侍女。
- 張千 - 王府尹の下男。
- 韓飛卿 - 詩人。科挙試験を受けたばかりで、まだ結果が出ていない。酒と女に弱い。
- 賀知章 - 翰林院の学士で詩人。韓飛卿の友人。
- 李太白 - 翰林院の学士で詩人。韓飛卿の友人。
- 王正 - 王府尹の子、15歳。
- 馬求 - 馬推官の子、14歳。

## 構成
4つの折（幕）から構成され、全編を通じて韓飛卿が歌う。

## あらすじ
第1折：王府尹は天子から拝領した50文の開元通宝金貨を家宝とし、邪気を払うためにと、ひとり娘の柳眉児の身につけさせている。3月3日に九龍池で花を鑑賞する会が行われ、出席した柳眉児を酒宴から抜けだした詩人の韓飛卿が見かける。ふたりは互いに引かれあうが、梅香が帰りを促すので柳眉児は韓飛卿に金貨を渡して去る。韓飛卿を追ってきた賀知章は金貨を見て、おそらく高官の家の女性だろうと推測する。
第2折：韓飛卿は柳眉児の姿を見かけて王府尹の邸宅に入りこみ、張千に見とがめられる。王府尹は韓飛卿を吊るすが、追いかけてきた賀知章のとりなしで助けられる。王府尹は韓飛卿を家庭教師として雇う。
第3折：韓飛卿は柳眉児の夢を見るが本物に会うことはできず、彼女を思って家庭教師の仕事にも身がはいらない。王府尹は韓飛卿と酒をくみかわすが、韓飛卿が本の中に隠した金貨を発見して事情を知る。王府尹は柳眉児を叱り、韓飛卿を再び吊るす。そこへ賀知章が現れて、天子が韓飛卿の文章を褒めて入朝を促していると告げに来たので、王府尹は韓飛卿を解放する。
第4折：賀知章から事情を聞いた李太白が天子と話をしたところ、天子は李太白に韓飛卿と柳眉児との結婚を取りもつように命じた。韓飛卿は状元となり、王府尹は喜んで柳眉児との結婚を許す。賀知章が仲人となるが、韓飛卿は今までの王府尹の仕打ちを恨んでいる。そこへ李太白がやってきて、天子が柳眉児との結婚を命じたこと、韓飛卿を翰林学士の官につけ、金50斤を賜ったことを告げたため、韓飛卿も納得し、大団円のうちに終わる。

## 日本語訳
翻訳ではないが、幸田露伴は雑誌『太陽』第1巻第3号（1895年）で『金銭記』を詳しく紹介している（『露伴叢書』所収）。
1943年に吉川幸次郎による翻訳が出版された（全集第14巻所収）。中国古典文学大系第52巻（平凡社、1970年）にも吉川による翻訳を収録している。